# Anemofília

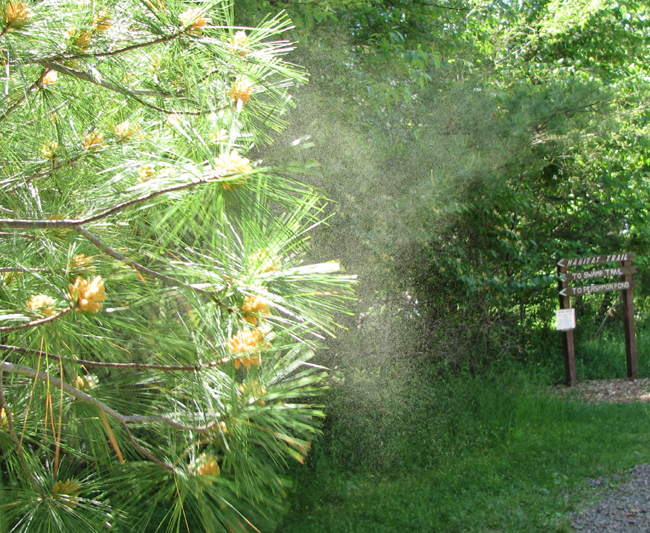
Pol·len de pi escampat pel vent

Un vegetal és anemòfil si efectua la seva pol·linització amb el vent com a agent de transport i distribució del pol·len. A les gimnospermes és el sistema primari i general de pol·linització, mentre que a les angiospermes, que generalment són sobretot pol·linitzades per animals, diversos grups de famílies (gramínies, fagàcies…) i/o gèneres (Populus, Sanguisorba, etc.) han passat secundàriament a aquest tipus de pol·linització anemòfila.
Les característiques pròpies de l'anemofília són:
- Flors sense periant (o periant molt reduït i poc aparent) situades lluny de les fulles o, en els caducifolis, produïdes abans que es desenvolupi el fullatge. Tampoc no han desenvolupat flors oloroses ni nèctar.
- Sovint, separació de sexes (flors unisexuals, amb monoècia o, fins i tot, dioècia). Les flors masculines tenen llargs filaments acabats en estams exposats a l'aire com les inflorescències en aments que el vent belluga fàcilment, i les flors femenines tenen els estigmes en forma de ploma per captar millor el pol·len aerovagant.
- Estams i estigmes ben exposats, accessibles. Sovint filaments estaminals llargs, pènduls i mòbils amb el vent; o estams explosius que llencen el pol·len activament. Superfície estigmàtica gran, papil·losa o plumosa i sovint viscosa. A les gimnospermes, que no tenen estigma, òrgans femenins amb dispositius per retenir el pol·len (l'anomenada "gota pol·linitzant").
- Pol·len molt abundant (molts estams, moltes flors...), i sobretot gran nombre de grans de pol·len en relació amb els primordis seminals (fins a milions de grans de pol·len / primordi seminal), a causa de la baixa eficiència pol·linitzadora. Pol·len petit i lleuger o, si més no, amb molta flotabilitat (proveït de vesícules aeríferes en els pins), aerovagant, sec (manca de ciment pol·línic), amb exina llisa, sense ornamentacions, de manera que els grans poden dispersar-se individualment.
- Algunes plantes anemòfiles fan poblacions denses, monospecífiques (coníferes, gramínies, quenopodiàcies…), on la pol·linització resulta més fàcil i quasi segura.

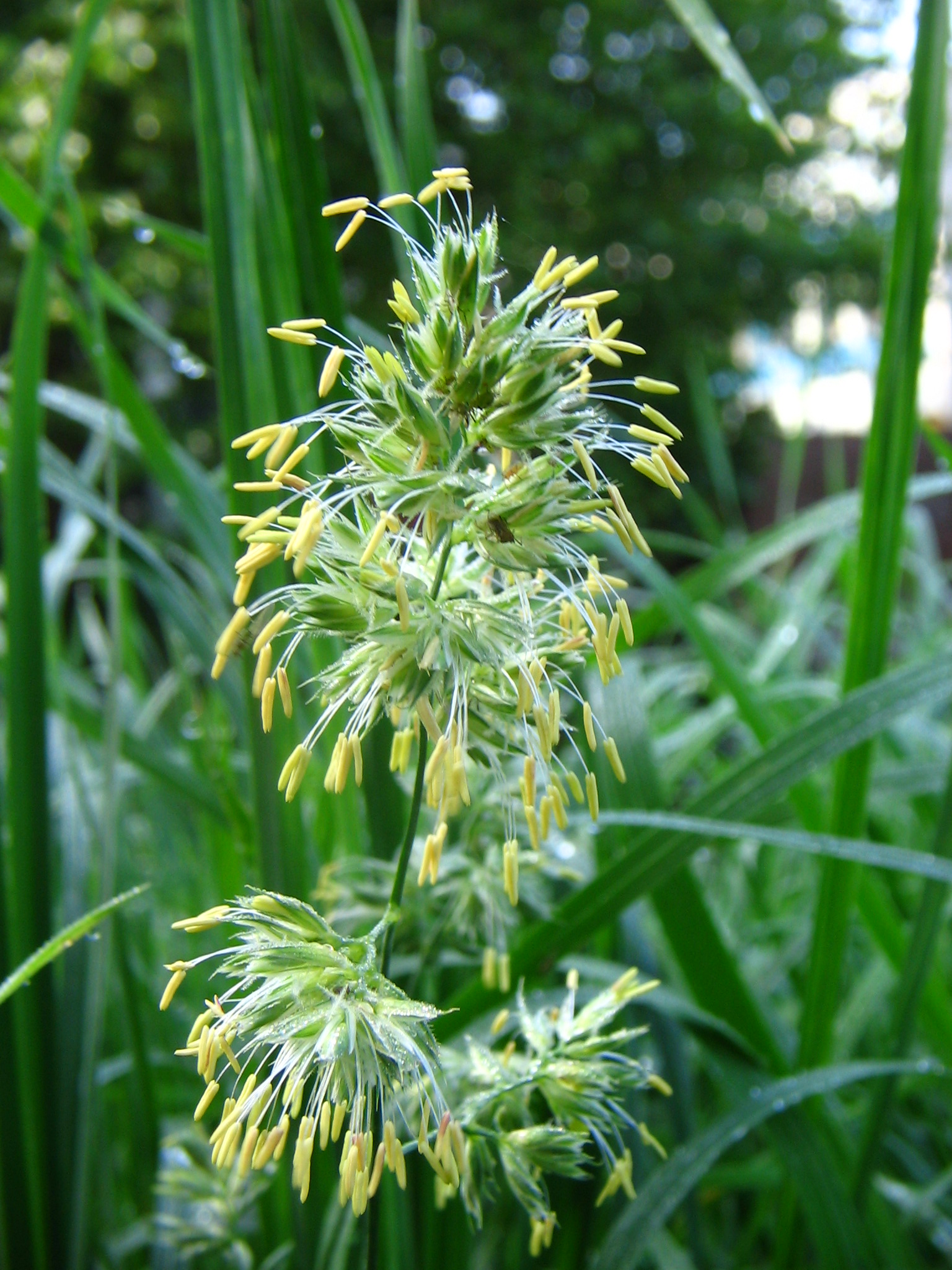
Anemofília en gramínies
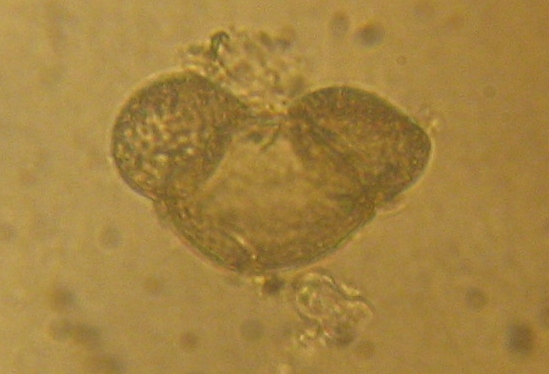
Gra de pol·len de (Pinus sylvestris)
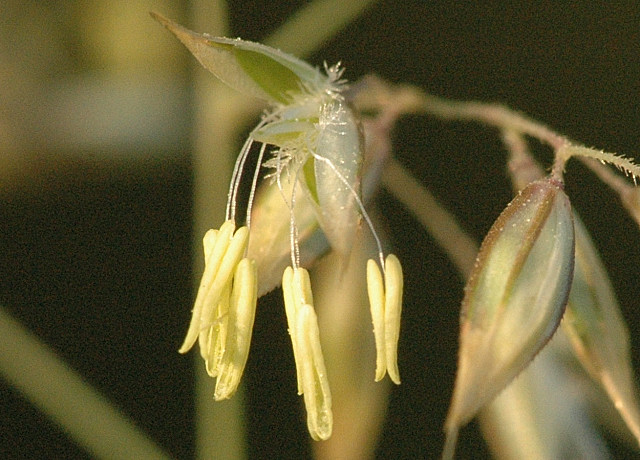
Flors en antesis de Holcus mollis